# قرة العين حيدر
قرة العين حيدر (بالأردوية: قرت العین حیدر)‏ (20 يناير 1927 - 21 أغسطس 2007) روائيّة هنديّة وكاتبة قصة قصيرة، وأكاديمية، وصحفية. وابنة الكاتب سجاد حيدر يلدرم، وهي واحدة من الأسماء الأدبية الأكثر تميزًا في الأدب الأردي، واشتهرت بروايتها، نهر النار، وهي رواية نُشرت لأول مرة باللغة الأردية عام 1959، وتروي فيها الكاتبة تاريخ الهند من عصر «تشاندراغبت موريا» في القرن الرابع قبل الميلاد إلى آواخر تقسيم الهند.

## روابط خارجية
- قرة العين حيدر على موقع الموسوعة البريطانية (الإنجليزية)